# Everything Is Average Nowadays
"Everything Is Average Nowadays" é uma canção da banda britânica de rock Kaiser Chiefs, do seu segundo álbum Yours Truly, Angry Mob. Ela foi lançada como single no Reino Unido em maio de 2007.

## Faixas
- 7" vinil

1. "Everything Is Average Nowadays"
2. "I Like to Fight"

- CD single

1. "Everything Is Average Nowadays"
2. "Out of My Depth"

## Paradas musicais
| Paradas (2007)                     | Melhor posição |
| ---------------------------------- | -------------- |
| Alemanha (Media Control Charts)    | 99             |
| República Checa (Rádio Top 100)    | 32             |
| Europa (Eurochart Hot 100 Singles) | 56             |
| Países Baixos (Dutch Top 40)       | 91             |
| Reino Unido (UK Singles Chart)     | 19             |